# Касадоры
Касадоры (порт. Caçadores) — элитная лёгкая пехота в португальской армии в конце XVIII — начале XIX веков. Подразделения касадоров продолжали существовать в ВС Португалии до 1970-х годов.

## Этимология
Касадор — португальский аналог терминов «егерь», «рейнджер» и «шассёр».

## Происхождение
Истоки касадоров идут от Королевского добровольческого полка (Regimento de Voluntários Reais) и Легиона лёгких войск (Legião de Tropas Ligeiras).

## XX век
В 20-м веке в ВС Португалии существовало несколько типов касадоров:
- Касадорские батальоны — созданы в 1926 году в качестве пограничных войск. Являлись подразделениями постоянной боевой готовности.
- Заморские касадоры — обозначение было дано в 1930-е годы лёгким пехотным батальонам, осуществлявшим гарнизонную службу в колониях Португалии. Заморские касадоры составляли основу португальских сил в ходе Колониальной войны 1960—1970-х гг.
- Касадоры специального назначения — спецназ португальской армии в количестве нескольких рот, созданных Центром сил специальных операций (Centro de Tropas de Operações Especiais). Касадоры СпН носили коричневый берет. Позже, когда спецназ был расформирован, коричневые береты стали использоваться большинством подразделений португальской армии.
- Касадоры-парашютисты — парашютно-десантный батальон (позднее полк) создан португальскими ВВС в 1950-х годах. Позднее в ходе Колониальной войны создавались дополнительные батальоны касадоров-парашютистов.

В 1975 году название «касадоры» перестало использоваться в португальских вооружённых силах. Все формирования касадоров были расформированы или переформированы в обычную пехоту.